# Irans politik
Den Islamiska Republiken Iran bygger sedan den iranska revolutionen under ledning av ayatolla Khomeini på shiamuslimska principer och lagarna grundas på ledarnas tolkning av koranen och sharia. Den nya konstitutionen skrevs ner 1979 i samband med monarkins fall samma år.
Iran var en av världens äldsta monarkier, den akemenidiska dynastin, och har under större delen av sin historia styrts av shaher. Landet var en konstitutionell monarki med flerpartisystem från 1906 fram till 1975 då Mohammad Reza Shah införde en enpartistat 1975 och i praktiken styrde som absolut monark fram till revolutionen.
I början av 1980-talet infördes ett strikt kontrollerat flerpartistyre efter att ayatollah Khomeini övertagit regeringsmakten 1979 och i praktiken blivit diktator. Under det pågående kriget mot Irak var efterfrågan på enighet stor och kombinerat med en stark folklig popularitet kunde Khomeini under de följande åren rita upp ett styrelseskick som gav skenet av att vara mer demokratiskt men som i praktiken gav honom som innehavare av statschef den totala makten genom en väv av konstitutionella förordningar och utnämningsrätter.
I praktiken innebär landets konstitution att folket har en avgörande makt men som i praktiken ger enorma befogenheter åt statschefen, det vill säga Khomeini själv och hans efterträdare. Genom att ge de folkvalda styrande möjligheter att sortera bort kandidater på moralisk grund och (åtminstone inledningsvis) med folkets förlov har regeringens myndigheter stora möjligheter att förhindra maktskifte och liberalisering. Media och armén är underställda statschefen och under hård kontroll, vilket stärks av religionen och de religiösa förordningar som konstitutionen innefattar.

## Parlamentet
Parlamentet består av en kammare och kallas för majlis. Det innefattar 290 ledamöter valda på fyra år. Det senaste valet ägde rum i februari 2020. Parlamentet har ensamrätt på att stifta lagar och utser tillsammans med presidenten regeringen och tillsammans med statschefen Väktarrådet. Lagarna som stiftas får emellertid inte strida mot konstitutionen och, enligt denna, inte heller mot sharia. Under shahens tid vid makten var parlamentet delat i två kammare, nationalförsamlingen och senaten, nationalförsamlingen helt folkvald och senaten till hälften utsedd av shahen. Från 1975 fram till revolutionen 1979 rådde ett formellt enpartistyre, i realiteten redan sedan statskuppen 1953 och fram till 1981, då de första valen hölls. År 2008 bestod 10-20 % av parlamentets ledamöter av kvinnor.

## Expertrådet
Expertrådet består av 86 ledamöter valda på åtta år. Enligt konstitutionen måste en sökande vara utbildad och skolad i sharia för att få kandidera. Expertförsamlingens ordförande väljs av denna. Församlingens uppgift är att utse statschefen och, om det anses nödvändigt ska expertförsamlingen även avsätta statschefen genom omröstning, men sedan den nya konstitutionen antogs 1979 har detta inte ägt rum. Expertförsamlingen ska även granska statschefens arbete.

## Väktarrådet
Väktarrådet består av 12 ledamöter, hälften utsedda av parlamentet och hälften av statschefen. Dess uppgift är att granska kandidaterna till parlamentet, expertförsamlingen och presidentposten och förbehåller sig rätten att diskvalificera sådana om de anses inte fylla upp till de kvalifikationer som konstitutionen föreskriver eller om de inte anses inneha rätt kunskaper om sharia eller rätt "inställning till revolutionen". Ofta sker detta i samråd med statschefen, och väktarrådet tenderar diskvalificera främst reformistiska kandidater till parlamentet, vilket anses vara den främsta anledningen till att de nykonservativa revolutionärerna fortfarande sitter på makten.

## Statschefen
Statschefen innehar titeln Högste ledare eller Revolutionens ledare och utses av expertförsamlingen genom direkt omröstning vid den tidigare statschefens död, avsättning eller uppsägning. Hittills har endast det första hänt, och endast när Ruhollah Khomeini avled 1989. Den nya titeln Högste ledare fastställdes 1979 för att slutligen ersätta det 2500 år gamla shahväldet.
Statschefen i Iran innefattar avsevärda maktbefogenheter. I enlighet med konstitutionen utser han och för befäl över arméns överkommando, beslutar om att förklara krig och sluta fred, kontrollerar domstolarna och medierna. Han utser även sex av de tolv kandidaterna i Väktarrådet. Statschefen har vetorätt mot parlamentets beslut men ingen egen lagstiftningsrätt.
Nuvarande statschef är Ali Khamenei.

## Presidenten
Unikt för den iranska republiken är att titeln president innehas av regeringschefen och inte statschefen. Presidenten väljs i direkta val vart fjärde år. Presidenten utser tillsammans med parlamentet sin regering och leder denna som överhuvud för den exekutiva makten för att verkställa vad parlamentet och statschefen beslutat. Enligt konstitutionen måste en sökande vara mellan 35 och 75 års ålder, vara en öppet känd politiker och muslim samt visa sin trohet till den islamiska republiken och revolutionen. Väktarrådet granskar de sökande.

## Styrelseform
Iran är enligt den nya författningen, antagen efter 1979 års revolution, en islamisk republik. Lagen är baserad på sharia, med höga straff för vissa handlingar, såsom dödsstraff för homosexualitet, otrohet och tvång för kvinnor att täcka sitt hår när de går utomhus (hijab). Enligt författningen ska det islamistiska Väktarrådet granska alla antagna lagar så att dessa inte avviker från konstitutionen eller sharia.
Irans maktstruktur är en blandning av demokrati och så kallad teokrati, där högt uppsatta religiösa (i det här fallet imamer) har makten. Folket väljer i allmänna val (senast februari 2020) till parlamentet, majlis. Detta väljs direkt av folket i proportionella folkomröstningar vart fjärde år. Majlis har en kammare och 290 ledamöter, varav mellan 10 och 20 % är kvinnor. Endast parlamentet har lagstiftande makt. Detta innebär att andra maktorgan, exempelvis presidenten, inte har möjlighet att driva igenom lagar utan att få stöd för dessa hos parlamentet. Majlis var fram tills 1979 den andra kammaren i shahens parlament, där den andra var senaten som var till hälften folkvald och till hälften utsedd av shahen. Enpartistyre gällde 1975-79 och i realiteten ytterligare några år efter revolutionen samma år. Samtliga iranska medborgare (både kvinnor och män) som fyllt 15 år har rösträtt. Konstitutionen fastslår att shiaislam är Irans religion.
Förutom parlamentet utnämner folket även den så kallade expertförsamlingen. Denna påminner om parlamentet, men består endast av högt skolade shiamuslimska imamer, och kandidaterna måste godkännas av Irans statschef, den Högste Ledaren. Expertförsamlingen innehar ingen lagstiftande eller beslutsfattande makt.
Presidenten väljs i direkta val av folket på en period om fyra år, senast 2017. Nuvarande president är Hassan Rouhani. Presidenten är regeringschef och utser tillsammans med parlamentet sin regering. Får ingen kandidat över 50 % av rösterna i den första omgången avgörs det mellan de två kandidater som fått flest röster i en andra valomgång. Konstitutionen fastslår att kandidater till regeringsposten, förutom att ha blivit godkända av Väktarrådet och statschefen, även måste vara erkända muslimer, välkända politiker och förutom en minimiålder som i realiteten inte betytt så mycket inte får ha uppnått 75 års ålder.
Statschefen, den Högste Ledaren, har även oinskränkt kontroll över armén, domstolarna och de medier som inte är i privat ägo. Han utser i tillsammans med parlamentet det så kallade Väktarrådet. Statschefen utses på livstid av Expertförsamlingen.
Väktarrådet har som uppgift att granska parlamentet och presidenten. Kandidater till parlamentet eller presidentposten måste godkännas av Väktarrådet, som leds av statschefen. Om en kandidat inte anses dela de värderingar som den Islamiska republiken står för kan denna helt sonika sorteras bort. Statschefen anses därför ha en egentlig diktatorsställning, även om han måste samarbeta med regeringschefen, det vill säga presidenten, för att kunna leda landet.
Presidenten utses alltså direkt av folket, medan statschefen utses indirekt (genom expertförsamlingen, och oftast som en kandidat ur denna). Iran anses av diverse länder ha stora demokratiska brister, eftersom de religiösa fundamenten tenderar ställas före de demokratiska och att de demokratiska transpirationerna således endast är en anpassning till dagens samhälle.